# Judestaten
Judestaten (orig. ty. Der Judenstaat) 'är en bok eller politisk pamflett skriven av Theodor Herzl, grundaren av den politiska sionismen. I skriften, publicerad i februari 1896 i Leipzig och Wien och med undertiteln "Versuch einer modernen Lösung der Judenfrage" ("Förslag till en modern lösning för judiska frågan"), argumenterar Hertzl för att judarna borde upprätta sin egen stat. Tankegången var i korthet följande: Judarna är förtryckta i Europa och det bästa sättet att undkomma detta förtryck och denna antisemitism är att bygga en egen judisk stat. 